# اچ‌ام‌ای‌اس تیل
اچ‌ام‌ای‌اس تیل (به انگلیسی: HMAS Teal) یک کشتی بود که طول آن ۱۵۲ فوت (۴۶ متر) بود. این کشتی در سال ۱۹۵۵ ساخته شد.